# دیوید تامسون سوم
دیوید تامسون سوم (به انگلیسی: David Thomson 3rd) (زاده ۱۲ ژوئن ۱۹۵۷) کارآفرین، سرمایه‌دار و مدیر ارشد اجرایی کانادایی است، که مالک کنونی شرکت تامسون رویترز محسوب می‌شود. تامسون پس از درگذشت پدرش در سال ۲۰۰۶ به ریاست هیئت مدیره شرکت تامسون کورپوریشن منصوب گردید. وی در سال ۲۰۰۸ اقدام به خریداری شرکت رسانه‌ای رویترز نمود، سپس دو شرکت را در هم ادغام و تامسون رویترز را تأسیس کرد. او از سال ۲۰۰۸ رییس هیئت مدیره تامسون رویترز می‌باشد.
دیوید تامسون در ماه مارس ۲۰۱۴ با دارایی خالص ۲۲٫۶ میلیارد دلار از سوی مجله فوربز به‌عنوان ثروتمندترین فرد کانادا شناخته شد. تامسون هم‌اکنون در رتبه ۲۴ از فهرست ثروتمندترین افراد جهان قرار دارد.